# American Helicopter XH-26 Jet Jeep
American Helicopter XH-26 Jet Jeep (обозначение разработчика - XA-8) - американский легкий экспериментальный вертолет с реактивным приводом несущего винта, получивший название «Jet Jeep» (летающий джип). Разработан в 1951 году предприятием American Helicopter Company по заказу армии и ВВС США. Для оценочных испытаний было построено 5 вертолетов. Серийно не выпускался. 

## Разработка. Конструкция вертолета
В 1951 году армейская авиация США совместно с ВВС объявила конкурс на создание легкого одноместного вертолета. Спецификациями предуматривалось, что вертолет должен быть складным для обеспечения возможности воздушного десантирования и собираться с помощью простых инструментов. Предполагалось использование вертолета для связи и наблюдения, а также (посредством воздушного десантирования)- для спасения экипажей сбитых самолетов. В конкурсе победило предприятие American Helicopter; первый прототип выполнил полет в январе 1952 году.
Вертолет XH-26 имел просторную одноместную кабину с большой площадью остекления. Материал кабины- алюминий, короткая хвостовая балка выполнена из стеклопластика. В сложенном состоянии вертолет помещался в контейнер размером 5х5х14 футов, контейнер мог буксироваться на автоприцепе армейского джипа. После десантирования с воздуха вертолет мог быть собран и приведен в летное состояние за 20 минут силами двух человек.
Простая конструкция вертолета обеспечивалась применением реактивного привода несущего винта. На законцовках лопастей располагались два пульсирующих воздушно-реактивных двигателя XPJ49. Каждый двигатель весил порядка 7 кг при тяге в 16 кг и работал на автомобильном бензине. Запуск производился сжатым воздухом. Для управляемости по каналу рысканья (путевого управления) на хвостовой балке был установлен небольшой винт с ременным приводом.

## Испытания
Прототипы прошли испытания в армии и ВВС США. Вертолеты показали себя как вполне надежные машины с приемлемыми летными характеристиками. Однако выявился и значительный недостаток вертолета - чрезвычайно высокая  шумность, присущая пульсирующим двигателям. Но главным и неисправимым для этой схемы недостатком оказалась невозможность использования режима авторотации при отказе двигателей по причине их большого аэродинамического сопротивления, что приводило к резкому снижению аэродинамического качества конструкции из лопасти и самого двигателя. Предполагалась замена двигателей на прямоточные, однако по причине, среди прочего,  перерасхода средств, заказчик прекратил финансирование проекта. Программа была закрыта.

## Лётно-технические характеристики
Экипаж: 1 человек
Длина: 3.73 метра
Диаметр несущего ротора: 8.23 метра 
Высота: 1.88 метра
Масса пустого: 135 килограмм
Загруженный вес: 320 килограмм
Силовая установка: 2 × ПуВРД American Helicopter XPJ49-AH-3,тяга 0.2 kN каждый
Максимальная скорость: 135 км/ч
Практический потолок: 2134 метра